# Ptychadena erlangeri
Ptychadena erlangeri är en groddjursart som först beskrevs av Ahl 1924.  Ptychadena erlangeri ingår i släktet Ptychadena och familjen Ptychadenidae. IUCN kategoriserar arten globalt som nära hotad. Inga underarter finns listade i Catalogue of Life.